# Aubourn
Aubourn est un village du Lincolnshire, en Angleterre.